# Hijos del carnaval
Hijos del carnaval (en portugués Filhos do Carnaval) es una serie de televisión brasileña producida por O2 Filmes para HBO. El drama cuenta la historia de una familia cabeza de una lotería ilegal (jogo do bicho) de Río de Janeiro que tiene vínculos con el carnaval de esa ciudad. Fue estrenada el 4 de marzo de 2006 en HBO LA.
La serie se basa en el personaje de Anésio Gebara que está a punto de cumplir 75 años, es dueño de una escuela de samba y banquero del jogo do bicho, tiene cuatro hijos, dos de ellos propios y otros dos bastardos con los que tiene una difícil relación. Todo enmarcado dentro del submundo del carnaval de Río de Janeiro. Al inicio de la serie Anesinho hijo mayor de Anésio fallece aparentemente por un suicidio.
Creada por Cao Hamburger y Elena Soarez, dirigida por Cao Hamburger a cargo de la guionista Elena Soarez. También participan otros directores, César Rodrigues, Flávio Tambelini y Luciano Moura.

## Reparto
- Jece Valadão (Anésio Gebara)
- Felipe Camargo (Anesinho)
- Enrique Diaz (Claudinho)
- Rodrigo dos Santos (Brown / Antônio Carlos)
- Thogum (Nilo)
- Mariana Lima (Ana Cristina)
- Tiago Queiroz Herz (Cris)
- Jorge Coutinho (Joel da Paixão)
- Felipe Martins (Órfão / Zé Júlio)
- Felipe Wagner (Sirio)
- Roberta Rodrigues (Rosana)
- Maria Manoella (Bárbara)
- Shirley Cruz (Glória)
- Sônia Lino (Leonora)
- Maria Francisca da Silva (dona Dadá)
- Luizão Seixas (Robson)
- Sacha Bali (Gebara joven)
- Aline Barbosa (Regina)
- Sabrina Rosa (Carlinha)
- Sandro Farias (Sapão)
- Wilson das Neves (Edson Lopes)
- Anderson Ribeiro (amigo de Brown)
- Carol Rodriguez (madre de Carlinha)